# Skei-Surnadalsøra
Skei-Surnadalsøra är en tätort som utgör centralort i Surnadals kommun i Møre og Romsdal fylke i Norge. Tätorten består av två orter som växt samman och definierats som en enda tätort av Statistisk sentralbyrå. På vägskyltarna anges dock Surnadal sentrum.